# Duvalia eilensis
Duvalia eilensis är en oleanderväxtart som beskrevs av John Jacob Lavranos. Duvalia eilensis ingår i släktet Duvalia och familjen oleanderväxter. Inga underarter finns listade i Catalogue of Life.